# Бабаев, Наум Александрович
Наум Александрович Бабаев (род. 17 марта 1977 года, Кисловодск Ставропольского края, СССР), предприниматель, основатель Русской молочной компании («Русмолко») и Группы «Дамате» . 

## Биография и карьера
Родился 17 марта 1977 года в г. Кисловодске.
Отец — Александр Наумович Бабаев.
Мать — Роза Михайловна Бабаева.
В 1999 году окончил факультет финансов и кредита Финансового университета при Правительстве Российской Федерации по специальности «финансы и кредит».
С 2000 года работал аналитиком в АПК «Михайловский» (одно из предприятий Группы «Черкизово»).
В 2004—2007 годах был директором по стратегическому развитию сельскохозяйственного направления Группы «Черкизово», руководил развитием марки «Петелинка».
В 2007 году — стал учредителем «Русской молочной компании».
В 2012 году стал одним из учредителей ГК «Дамате» вместе с Рашидом Хайровым.

## Бизнес

### Русская молочная компания («Русмолко»)
Было проведено восстановление и реконструкция старых молочных ферм, первое предприятие заработало в 2009 году, в 2010 году построен еще один молочно-товарный комплекс
С 2012 года «Русмолко» стала крупнейшим производителем сырого молока в Пензенской области: более 150 тыс. га земли в управлении, владеет несколькими молочными мегафермами, реализует совместную инвестиционную программу с сингапурской компанией Olam International. Olam International приобрела 75 % с опционом выкупа 75 %, сделка была оценена в $100—130 млн, на втором этапе сумма удвоилась. «Русмолко» параллельно развивает три направления бизнеса — молочное животноводство, растениеводство, семеноводство (с 2017 года).
С 2019 года Olam International принадлежит 100 % бизнеса и операционное управление «Русмолко». Вырученные деньги пошли на развитие КГ «Дамате».

### Группа «Дамате»
Компания создана в июне 2012 года Наум Бабаевым и Рашидом Хайровым.
С 2015 года и по настоящее время Бабаев занимается стратегическим развитием Группы, является совладельцем и председателем совета директоров.
Основное предприятие «Дамате» — производство по переработке мяса индейки в Пензенской области под брендом «Индилайт» Архивная копия от 10 июля 2019 на Wayback Machine. По итогам 2018 года производство индейки стало одним из крупнейших в России по объемам выпущенной продукции.
В 2013 году в группу компаний вошел молочный комбинат «Пензенский» («Молком»).
В 2017 году в сотрудничестве с Danone открыт комплекс по производству сырого молока в Тюменской области.
В 2018 году Группа начала развивать производство и переработку баранины в Ставропольском крае.

### Entoprotech
Бабаев инвестировал в израильский пищевой старт-ап «Entoprotech »  

## Семья и увлечения
Женат на Анне Михайловне Бабаевой, у супругов трое детей: Александр (2006), Михаил (2009) и Елизавета (2013).

## Гражданство Израиля
8 декабря 2022 года газета «The Moscow Post» сообщила о получении Бабаевым гражданства Израиля в октябре 2021 года благодаря еврейским корням. Кроме того, газета сообщила о том, что на Бабаева подал в суд адвокат, который не получил гонорар за свои услуги 

## Награды
- Медаль ордена «За заслуги перед Отечеством» II степени (11 февраля 2023 года) — за заслуги в области сельского хозяйства и многолетнюю добросовестную работу[15]